# Spalanie zupełne
Spalanie zupełne – spalanie, którego produktem jest najtrwalszy z możliwych do uzyskania w danej reakcji związek chemiczny.
Np.: C + O2 → CO2
O tym czy spalanie będzie zupełne czy niezupełne decyduje m.in. współczynnik nadmiaru powietrza.